# Powell Manufacturing Company
Pour les articles homonymes, voir Powell.
Powell Manufacturing Company (PMC) était une société basée dans le sud de la Californie, largement connue pour sa gamme de scooters qui a atteint son apogée à la fin des années 1940. De septembre 1954 à mars 1957, Powell a fabriqué des camionnettes et des breaks "Sport Wagon". Dans les années 1960 et 1970, ils ont fabriqué les motos de piste "Powell Challenger".
La société a commencé ses activités en 1926 et a fabriqué des milliers de radios, puis a construit environ 1 200 camionnettes, 300 breaks et trois camping-cars, ainsi que des dizaines de milliers de scooters et de vélos de randonnée. L'adresse de fabrication était le 2914 North Alameda Street à Compton, en Californie, à deux miles au sud de l'usine General Motors South Gate Assembly, et leur salle d'exposition se trouvait au 12700 S. Western Avenue. 